# A.C. Carpi 2024-2025
Questa voce raccoglie le informazioni riguardanti l'A.C. Carpi nelle competizioni ufficiali della stagione 2024-2025.

## Rosa
Aggiornata all'11 giugno 2025.
| N. |                    | Ruolo | Calciatore         |
| -- | ------------------ | ----- | ------------------ |
| 1  | Italia (bandiera)  | P     | Matteo Sorzi       |
| 2  | Italia (bandiera)  | D     | Nicolò Verza       |
| 3  | Italia (bandiera)  | D     | Tommaso Cecotti    |
| 4  | Italia (bandiera)  | C     | Andrea Mandelli    |
| 5  | Italia (bandiera)  | D     | Alessandro Calanca |
| 6  | Italia (bandiera)  | D     | Davide Zagnoni     |
| 7  | Italia (bandiera)  | A     | Leonardo Stanzani  |
| 10 | Italia (bandiera)  | A     | Simone Saporetti   |
| 11 | Nigeria (bandiera) | C     | Precious Amayah    |
| 12 | Italia (bandiera)  | P     | Cristian Lorenzi   |
| 13 | Italia (bandiera)  | D     | Tommaso Panelli    |
| 14 | Italia (bandiera)  | A     | Daniel Fossati     |
| 16 | Italia (bandiera)  | A     | Rodrick Tcheuna    |

| N. |                    | Ruolo | Calciatore        |
| -- | ------------------ | ----- | ----------------- |
| 19 | Italia (bandiera)  | D     | Matteo Rossini    |
| 20 | Italia (bandiera)  | C     | Filippo Puletto   |
| 21 | Italia (bandiera)  | C     | Marco Forapani    |
| 22 | Italia (bandiera)  | P     | Daniel Theiner    |
| 23 | Senegal (bandiera) | A     | Abdoulaye Sall    |
| 24 | Italia (bandiera)  | C     | Federico Casarini |
| 27 | Italia (bandiera)  | A     | Erik Gerbi        |
| 30 | Italia (bandiera)  | C     | Nicolò Contiliano |
| 36 | Italia (bandiera)  | D     | Mattia Rigo       |
| 70 | Italia (bandiera)  | C     | Simone Campagna   |
| 72 | Italia (bandiera)  | C     | Matteo Cortesi    |
| 77 | Italia (bandiera)  | D     | Raffaele Visani   |
| 90 | Italia (bandiera)  | C     | Matteo Figoli     |